# Engelbert Bösch
Engelbert Bösch (Sankt Margrethen, 25 febbraio 1912 – 8 giugno 1979) è stato un calciatore svizzero, di ruolo attaccante.

## Carriera

### Nazionale
Esordisce il 17 marzo 1935 contro la Cecoslovacchia, siglando l'unica rete svizzera nel 3-1.

## Palmarès

### Individuale
- Capocannoniere della Super League: 1

1934-1935 (27 gol)